# Хунин (езеро)
Вижте пояснителната страница за други значения на Хунин.
Хунин (на испански: Lago Junín) или Чинчайкоча (на испански: Chinchaycocha; вероятно от кечуа – „северно езеро“) е най-голямото езеро, разположено изцяло на територията Перу. Въпреки че Титикака е с доста по-голяма площ, източната му половина се намира в Боливия. Езерото е важно място за наблюдение на птици в страната.

## География
По-голямата част от езерото се намира в провинция Хунин в регион Хунин. Северозападният му край се причислява към провинция Паско в регион Паско. Разположено е на 4082 m надморска височина.
Езерото е заобиколено от водна растителност, който на места достига до 6 km ширина и става достатъчно гъста, за да не може да бъде прекосена. Рибата е в изобилия и включва няколко интродуцирани вида. Внесената риба е сред причините за спада на броя на някои местни видове.
Езеро Хунин попада във водосборния басейн на Амазонка. Изградена е ВЕЦ, която регулира нивото на водата на езерото при главния му отток – река Мантаро. В години на обилни валежи, колебанията в нивото на водата са умерени, но в години на суша водното ниво може да падне с до 2 m, оставяйки оголени големи райони. Най-дълбоката точка на езерото е на 12 m дълбочина.

## Замърсяване
От 1933 г. насам в езерото се изливат отпадъчни материали от миньорското дело в района, което оказва негативно влияние върху рибите и птиците, живущи тук. Освен това, в езерото се вливат отпадъчните води на град Хунин. Тези замърсявания допринасят за процеса на еутрофикация на водоема.

## Фауна
Езеро Хунин е дом на два ендемични вида птици: Podiceps taczanowskii (критично застрашен) и Laterallus tuerosi (застрашен). Районът на езерото се обитава от два ендемични вида жаби от рода Batrachophrynus. Басейнът на езерото (включващ и неговите потоци) се обитава от 3 ендемични вида риба: Orestias empyraeus, Orestias polonorum, и Trichomycterus.
Богатото биоразнообразие на езерото кара перуанското правителство да класифицира 53 000 хектара от езерната територия като национален резерват през 1974 г.